# 수에즈 (1997년 설립된 기업)
수에즈 S.A.(Seuz S.A.)는 1997년부터 2001년까지 수에즈-리오네즈 데 오로 알려졌으며, 파리 8구에 본사를 둔 선도적인 프랑스 다국적 기업이었다. 주로 물, 전기 및 천연가스 공급, 폐기물 관리 사업을 운영했다. 수에즈는 1997년 수에즈 회사와 선도적인 프랑스 물 회사인 리오네즈 데 오의 합병으로 탄생했다. 2000년대 초반 수에즈는 일부 대중 매체 및 통신 자산을 소유했지만, 이후 분사했다. 메이슨스 워터 연감 2004/5에 따르면, 수에즈는 전 세계 1억 1740만 명에게 서비스를 제공했다. 이 회사는 2008년 7월 22일 동종 공익사업 회사인 가즈 드 프랑스와 동등 합병하여 GDF 수에즈(2015년부터 엔지 (기업)로 불림)를 설립했다. 수에즈의 물 및 폐기물 자산은 별도의 상장 회사인 수에즈 앙비론망으로 분사되었다.

## 역사
수에즈는 (그리고 GDF 수에즈를 통해 여전히) 세계에서 가장 오래된 지속적인 다국적 기업 중 하나이며, 그 기업 역사의 한 줄기는 1822년 네덜란드 국왕 빌럼 1세에 의해 산업 발전을 위한 네덜란드 일반 회사(Algemeene Nederlandsche Maatschappij ter begunstiging van de volksvlijt)가 설립된 시점으로 거슬러 올라간다(벨기에 제너럴 소시에테 참조). GDF 합병 이전의 형태는 거의 2세기에 걸친 재편성과 기업 합병의 결과였다. 가장 최근의 이름은 여러 창립 법인 중 하나인 수에즈 해양 운하 범용 회사가 19세기 중반 수에즈 운하 건설에 참여한 데서 유래한다.

### 가즈 드 프랑스와의 합병
2006년 2월 25일, 도미니크 드 빌팽 프랑스 총리는 수에즈와 가즈 드 프랑스의 합병을 발표했으며, 이는 세계 최대의 액화천연가스 회사를 탄생시킬 것이었다. 2005년 GDF의 수익은 약 224억 유로였으며, 수에즈는 415억 유로였다. CGT 노동조합은 이번 합병을 "변장된 민영화"라고 불렀다.
2007년 9월 3일, 가즈 드 프랑스와 수에즈는 합병 조건에 합의했다고 발표했다. 이 거래는 가즈 드 프랑스가 수에즈를 흡수하는 방식으로, 가즈 드 프랑스 주식 21주당 수에즈 주식 22주를 교환하는 방식으로 진행되었다. 프랑스 정부는 합병 회사인 GDF 수에즈의 주식 35% 이상을 보유하게 되었다. 유럽 연합 집행위원회가 합병 허가를 위해 부과한 조건의 결과로, 2008년 5월 29일 수에즈는 벨기에 가스 공급업체인 디스트리가스를 이탈리아 회사인 에니 (기업)에 27억 유로에 매각했다. 2008년 7월 22일, 연간 매출 740억 유로의 GDF 수에즈 그룹이 공식적으로 설립되었다.

## 주요 자회사

### 현재 엔지 (기업)의 일부
- 수에즈 에너지 인터내셔널 – 에너지
- 일렉트라벨 – 유럽(주로 벨기에)의 전기
- 트랙테벨 엔지니어링 – 국제 엔지니어링 컨설팅
- Cofely(프랑스어판) – 빌딩 서비스/시설 관리

### 현재 수에즈 (기업)의 일부
- 시타 — 폐기물 관리
- 수에즈 앙비론망 — 물 및 폐기물
- 데그레몽 — 물 및 폐수 처리 엔지니어링
- 유나이티드 워터 — 미국, 또한 호주 애들레이드의 물 사업
- 아그바르 그룹 — 물 및 폐기물
- 퓨리트 Ltd - 정수 회사
- GE 워터 앤 프로세스 테크놀로지스-아이오닉스-에코로켐-제논-오스모닉스
- 드리플렉스 워터 엔지니어링 Pvt. Ltd.
- 드리플렉스 워터 엔지니어링 인터내셔널 Pvt. Ltd